# Kristian Kristiansen Laake
Kristian Kristiansen Laake, norveški general, * 9. april 1875, Ullensaker, Norveška, † 3. avgust 1950.